# محمود ميسرة السراج
محمود ميسرة السرّاج هو مُمثل ومؤلف موسيقي سوداني، تخرّج من كلية الصيدلة في جامعة الخرطوم 1987م ، ثم درس التأليف الموسيقي في القسم الإضافي بمعهد الموسيقى والمسرح، تلقى عدة كورسات في علوم الصوت والمقامات العربية وموسيقى الجاز في كل من السودان، مصر سوريا والولايات المتحدة الأمريكية. شارك في بطولة الفيلم العالمي ستموت في العشرين الذي أخرجه المخرج السوداني أمجد أبو العلا.
كما شارك في فيلم الرضي الذي حاز على البرونزية في جائزة أيام قرطاج السينمائية، كما نال جائزة أفضل موسيقي في مهرجان السودان الوطني عام 2018م، وجائزة أفضل ممثل بمهرجان البقعة الدولي المسرحي لمشاركته في مسرحية الرقص على الجمر. من ضمن لجنة الاختيار في مهرجان السودان للسينما المستقلة.

## النشأة والميلاد
ولد بمدينة أم درمان حي الكبجاب، درس ملاحه الدراسية قبل الجامعية بأم درمان. والده ميسرة السراج من رواد المسرح السوداني وأسسَ أوّل فرقة تمثيلية في السودان عام 1946م، ويعتبر أول من أدخل المرأة السودانية في التمثيل. فور تخرجه من الجامعة كانت له مشاركة مسرحية مع والده الأستاذ ميسرة السراج عند تكريمه من قبل الدولة في مسرحية وفاء.

## الأعمال
أول عمل سينمائي له كان عام 1993 مع المخرج السوداني عبد الرحمن محمد في فلم «ويبقى الامل» وشارك كذلك بوضع الموسيقى التصويرية لنفس الفيلم.

### في مجال الشعر
كتب الشعر منذ مرحلة مبكرة وفاز في عدة مسابقات، له ديوانين لم يطبعا بعد، البحر والرماد، و خطوات على الطريق.

### في مجال الأغاني
- قام بتلحين وتوزيع العديد من المقطوعات الموسيقيه للاذاعه والتلفزيون.
- تغنى له العديد من الفنانين منهم:

شرحبيل أحمد. سيف الجامعة. محمود عبد العزيز. الهادي الجبل.الجيلاني الواثق.عادل مسلّم.عامر الجوهري.طه سليمان. حنان النيل. منال بدر الدين. نسرين الهندي.. عبير علي. سليمان محمد. سليمان أبوعلامة. محمد الجوهري. مجاهد عمر.لمياء الفاضل.خالد الدوحة.وإبراهيم الأمير.

### في مجال الموسيقى
- شارك في تأسيس كورالات الصيدلة والطب والعلوم أثناء دراسته الجامعية.
- شارك في تأسيس مجموعة سلام الموسيقية 1989.[6]
- أوّل عمل مسرحي قام بعمل موسيقاه التصويرية كان فيلم سبانا الحالم للمخرج الراحل أحمد عاطف.
- وضع الموسيقى والألحان لعدة مسرحيات سودانية منها: خالي شغل..ديك الحاجة بهانة ..شبهينا واتلاقينا ..رئيس نزيه جدا .. الحصة الثانية .. بنات في ورطة.

### في مجال التمثيل والموسيقى
شارك بالتمثيل والموسيقى في عدد من الأعمال النلفزيونية منها:
مسلسلات وأفلام:
- الشاهد والضحية 1994.
- فلم عبير الأزمنة 1995 .
- ثلاثية المشي فوق سطح الماء1996.
- مسلسل دماء على البحر 1997 .
- مسلسل الحريق وأشياء أخرى 1998 .
- مسلسل أحلام مؤجلة 1999 .
- فلم الموبايل المفقود 2000.
- فلم الميلاد.. 2001 .
- مسلسل مشوار الدم 2005 .
- فلم وتكلم الحجر 2001.
- فيلم المصارع 2004 .
- فيلم كلام الطير 2008.
- فيلم الضفة الأخرى للصيف 2009.
- دراما حكايات سودانية (2010-2012).
- حكاية امونة وحسن 2012م.

### في مجال الموسيقى التصويريه والالحان
- مسلسل اقمارالضواحي 2002 .
- مسلسل نور (2003)).
- فلم طيور بلا اجنحه 2006.
- الماضي ما زال باقيا 2004.
- فلم ضيف على الهواء 2003.
- مسلسل انهم يلعبون بالنار 2004.

### في مجال السينما العالمية
- شارك بالتمثيل في فيلم محطة القطار مع 40 ممثلاُ من جنسيات وإثنيات وأعمار مختلفة، الفيلم تم تصويره في أكثر من 23 بلداً، ويحكي عن شخصية واحدة ترتدي زياً بلون بني، ولعب محمود ميسرة السرّاج دور هذه الشخصية في المشاهد التي صورت في السودان.[8]
- شارك في بطولة الفيلم العالمي ستموت في العشرين الذي أخرجه المخرج السوداني أمجد أبو العلا.